# Franklin Lakes
Franklin Lakes es un borough ubicado en el condado de Bergen en el estado estadounidense de Nueva Jersey. En el año 2000 tenía una población de 10.422 habitantes y una densidad poblacional de 425.8 personas por km².

## Geografía
Franklin Lakes se encuentra ubicado en las coordenadas 41°00′25″N 74°12′28″O / 41.00694, -74.20778.

## Demografía
Según la Oficina del Censo en 2000 los ingresos medios por hogar en la localidad eran de $132,373 y los ingresos medios por familia eran $142,930. Los hombres tenían unos ingresos medios de $97,233 frente a los $45,588 para las mujeres. La renta per cápita para la localidad era de $59,763. Alrededor del 3.2% de la población estaba por debajo del umbral de pobreza.